# Bozoum
Bozoum ist eine Stadt am Ouham in der Zentralafrikanischen Republik und hat 20.665 Einwohner (2003). Sie ist die Hauptstadt der Präfektur Ouham-Pendé im Nordwesten des Landes.
Die Stadt verfügt über einen Flugplatz, von dem jedoch keine regelmäßigen Passagierflüge stattfinden.